# Дриадовые
Дриа́довые (лат. Dryadoideae) — подсемейство двудольных растений в составе семейства Розовые (Rosaceae).

## Описание
Кустарники, кустарнички или невысокие деревья. Листья обычно простые. Листорасположение очерёдное. Цветки обоеполые одиночные или собраны в гроздевидное соцветие. Плоды — орешки или многоорешки. Базовое число хромосом 9. Содержат цианогенные гликозиды.

## Классификация
Подсемейство включает в себя 4 или 5 видов:
- Cercocarpus Kunth — Церкокарпус
- Chamaebatia Benth. — Хамебатия
- Cowania D.Don
- Dryas L. typus — Дриада
- Purshia DC. ex Poir. — Пуршия